# 美江寺宿

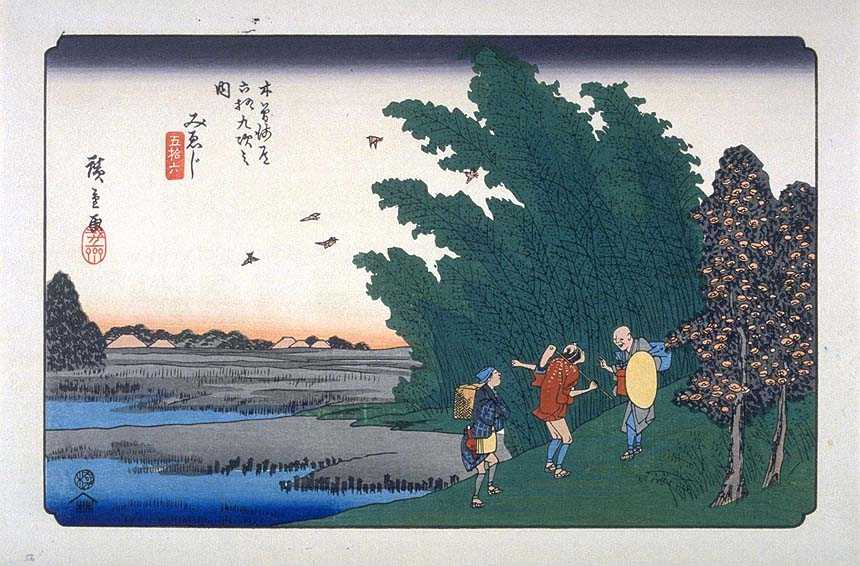
歌川広重「木曽海道六十九次・みゑじ」

美江寺宿（みえじじゅく）は、中山道55番目の宿場（→中山道六十九次）。美濃国大野郡美江寺村（現・岐阜県瑞穂市）に存在した。

## 概要
1589年（天正17年）、豊臣秀吉の下知により問屋場が設けられた。江戸時代になって中山道の宿場となったが、1637年（寛永14年）が公式の開設である。本陣は1669年（寛文9年）の開設で、以後、宿駅制が廃止まで、山本家が世襲した。
美江寺という名は、「美しき長江のごとくあれ」と祈念されて美江寺という寺院が建てられた事に始まる。719年（養老3年）創建の十一面観音を本尊とした寺院。
歌川広重の「木曽海道六十九次・みゑじ」の場所は、美江寺宿の南端から京へ1町ほど（=109m）。描かれている川は犀川（さいがわ）と推定され、このあたりは海から約50km離れているにもかかわらず海抜は約10m、とても平坦で坂があるのはここくらいである。
広重の絵の通り、今でも柿がなり、竹藪がある。大雨が降ると、絵のような水辺が広がる。遠景の藁葺き屋根は美江寺宿の民家。その奥のこんもりした森は神社と推測される。民家の手前は堤防で、約40年前に桜が植えられ、現在桜祭りが行われている。
地理院地図によると本陣跡の海抜が一番高い。本陣跡は海抜10.8m、真東の五六橋は約8m。字名の、十四条、重里、美江寺、十七条、十八条、十九条、牛牧は、自然堤防の上に集落ができている。昔から水害に悩まされた地域だからである。雨水は南方よりも東方へ、犀川でなく五十六川へ流れる。

## 概略
- 幕府領（大垣藩預り領）（1843年）
- 人口：582人
- 家数：136軒
- 本陣：1軒
- 脇本陣：なし
- 旅籠：11軒

## 最寄り駅
- 樽見鉄道樽見線 美江寺駅
- みずほバス 本田・唐栗線　美江寺（美江神社の南）。美江寺東口。美江寺駅（樽見鉄道）。100円均一。

## 史跡・みどころ
- 美江神社（美江寺宿跡の石碑がある）

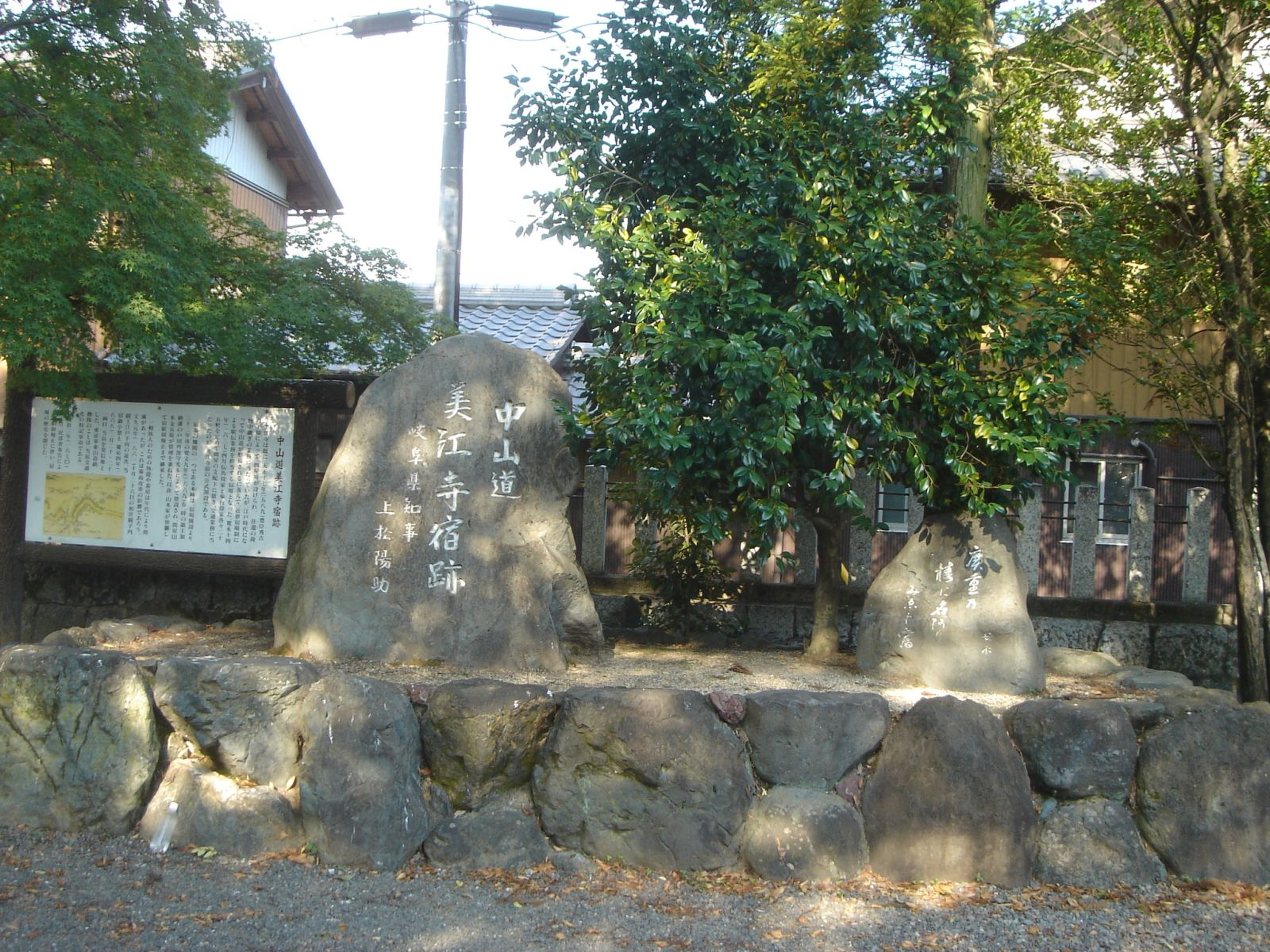
美江寺宿跡の碑

- 美江寺観音（美江神社境内。斎藤道三により岐阜市に移転）
- 本陣跡（本陣前は特に道幅が広い（千人溜まり）。水害を避けるため高い土地を選んである）
- 美江寺宿場祭り（毎年5月下旬の日曜日。2007年は5月20日）
- 美江寺一里塚跡
- 美江寺城跡
- ハリヨ（清水に住む針のある魚。絶滅危急種。天然記念物）
- カワセミ 犀川に住む青い鳥。
- 桜並木（美江寺のすぐ西側の堤防。見頃は4月4日前後。土曜か日曜に桜祭り）
- 五六川（ごろくがわと読む。江戸の日本橋から数えると56番目の宿場）
- サボテン村（国産サボテンの9割以上がここで栽培されたもの。五六川のすぐ西）
  - 注：美江寺（みえじ）は地名。昔は美江寺という寺が存在した。川がたびたび氾濫するため「美しき長江のごとくなれ」と祈念して美江寺観音を祭った。のちに斎藤道三が岐阜市へ移したため、現在別の美江寺観音菩薩が祭られている。

赤坂宿までの史跡・みどころ
- 十七条城跡　稲葉正成と春日局
- 富有柿の原木（瑞穂市居倉。日本中の富有柿はこの1本から）
- 伊久良河宮跡（瑞穂市居倉。紀元後70年頃の垂仁天皇の時代に現伊勢神宮の天照大御神が祭られていた）
- 呂久渡船場跡（現在揖斐川は瑞穂市呂久の東側を流れているが昔は西側を流れており、現在でも小さな川が残っている。ここを渡ったところで徳川家康が石田三成に銃撃されたという伝説あり）
- 小簾紅園（和宮遺跡。おずこうえんと読む）　「落ちて行く 身と知りながら もみぢ葉の 人なつかしくこがれこそすれ」 皇女和宮
- 「中山道三回り半」石碑
- 「中山道七回り半」石碑
- 梁川星巌記念館、曽根城（大垣市曽根）
- 前田堤（神戸町柳瀬～前田～西保～中沢）の桜
- 神戸ローズガーデン（神戸町柳瀬）
- 西保城（神戸町西保）
- 日比野五鳳（書道家）生誕地（神戸町中沢。神戸町神戸の役場東に期間限定開館の美術館がある）
- 神戸山王まつり（神戸町神戸・日吉神社）
- 善学院（神戸町神戸）、勧学院（神戸町下宮）
- 柳原一里塚跡
- 池尻一里塚跡

## 隣の宿
中山道
河渡宿 - 美江寺宿 - 赤坂宿